# 29 أغسطس
- السبت
- الأحد
- الاثنين
- الثلاثاء
- الأربعاء
- الخميس
- الجمعة

- 261 صفر 1447  هـ
- 272 صفر 1447  هـ
- 283 صفر 1447  هـ
- 294 صفر 1447  هـ
- 305 صفر 1447  هـ
- 316 صفر 1447  هـ
- 17 صفر 1447  هـ
- 28 صفر 1447  هـ
- 39 صفر 1447  هـ
- 410 صفر 1447  هـ
- 511 صفر 1447  هـ
- 612 صفر 1447  هـ
- 713 صفر 1447  هـ
- 814 صفر 1447  هـ
- 915 صفر 1447  هـ
- 1016 صفر 1447  هـ
- 1117 صفر 1447  هـ
- 1218 صفر 1447  هـ
- 1319 صفر 1447  هـ
- 1420 صفر 1447  هـ
- 1521 صفر 1447  هـ
- 1622 صفر 1447  هـ
- 1723 صفر 1447  هـ
- 1824 صفر 1447  هـ
- 1925 صفر 1447  هـ
- 2026 صفر 1447  هـ
- 2127 صفر 1447  هـ
- 2228 صفر 1447  هـ
- 2329 صفر 1447  هـ
- 241 ربيع الأول 1447  هـ
- 252 ربيع الأول 1447  هـ
- 263 ربيع الأول 1447  هـ
- 274 ربيع الأول 1447  هـ
- 285 ربيع الأول 1447  هـ
- 296 ربيع الأول 1447  هـ
- 307 ربيع الأول 1447  هـ
- 318 ربيع الأول 1447  هـ
- 19 ربيع الأول 1447  هـ
- 210 ربيع الأول 1447  هـ
- 311 ربيع الأول 1447  هـ
- 412 ربيع الأول 1447  هـ
- 513 ربيع الأول 1447  هـ

29 أغسطس أو 29 آب أو يوم 29 \ 8 (اليوم التاسع والعشرون من الشهر الثامن) هو اليوم الحادي والأربعون بعد المئتين (241) من السنوات البسيطة، أو اليوم الثاني والأربعون بعد المئتين (242) من السنوات الكبيسة وفقًا للتقويم الميلادي الغربي (الغريغوري). يبقى بعده 124 يوما لانتهاء السنة.

## أحداث
- 1521 فتح بلغراد (1521) على يد السلطان سليمان القانوني ودخولها تحت حكم الدولة العثمانية
- 1526 - وقوع معركة موهاج بين جيش السلطان العثماني سليمان القانوني والجيش المجري بقيادة لويس الثاني، وانتهت المعركة بهزيمة الملك لويس الثاني ومقتله مع عدد كبير من رجال دولته. ودخول السلطان سليمان القانوني عاصمة المجر بعد أن دخلت في الدولة العثمانية
- 1724 - لقاء السفير المغربي الأدميرال الحاج عبد القادر بيريز بجورج الثاني ملك بريطانيا العظمى في إطار العلاقات المغربية البريطانية.
- 1831 - الكيميائي والفيزيائي البريطاني مايكل فاراداي يكتشف ظاهرة التحريض الكهرومغناطيسي.
- 1866 ـ بداية حكم توكوغاوا يوشينوبو، وهو الشوغون الخامس عشر والأخير في شوغونية توكوغاوا.
- 1914 ـ انتحار القائد العسكري الروسي ألكسندر سامسونوف عقب تعرض قواته لهزيمة ساحقة على يد الألمان في معركة تاننبرغ أثناء الحرب العالمية الأولى.
- 1934 - أدولف هتلر يبدأ حملة تطهير واسعة في ألمانيا شملت عدد كبير من العسكريين والسياسيين الألمان.
- 1949 - تفجير إر ده إس - 1، وهي أول تجربة يجريها الاتحاد السوفيتي على سلاح نووي، ولم يعلن عنها رسميًا.
- 1950 ـ تأسيس البحرية السورية.
- 1960 - إغتيال هزاع المجالي بتفجير ضخم في العاصمة الأردنية، عمان.
- 1966 - إعدام سيد قطب أحد أعلام الإخوان المسلمين في مصر.
- 1967 - عقد مؤتمر القمة العربية الرابع في الخرطوم وذلك بعد حرب 1967، وقد أسميت القمة بقمة اللاءات الثلاثة.
- 1969 - ليلى خالد وسليم العيساوي يخطفان «طائرة الركاب الأمريكية رحلة رقم 840» بين خط لوس أنجلوس وتل أبيب ويحولان مسارها إلى دمشق ثم يفجرانها بعد إنزال ركابها منها.
- 1976 ـ أمير الكويت الشيخ صباح السالم الصباح يصدر أمرًا أميريًا بحل مجلس الأمة.
- 1982 ـ فريق بحثي ألماني من «معهد أبحاث الأيونات الثقيلة» في دارمشتات يكتشف عنصر المايتنريوم.
- 1989 ـ صدور قرار مجلس الأمن الدولي رقم 0640 بشأن ناميبيا.
- 1995 - نجاه رئيس الجورجي إدوارد شيفردنادزه من محاولة اغتيال.
- 2002 -
  - الجيش الروسي يتم انسحابه من لتوانيا إحدى دول البلطيق الثلاث بعد أن أعلنت استقلالها عنه.
  - زعيم حركة الإصلاح الوطني في الجزائر عبد الله جاب الله يعلن بأن حركته ستتزعم المعارضة للحكومة في البرلمان وإنها ستقوم بفضح كل المؤامرات التي تقوم بها الحكومة على دين الجزائر ولغتها وثوابتها الأصلية.
- 2003 - اغتيال رئيس المجلس الأعلى للثورة الإسلامية في العراق محمد باقر الحكيم بعد خروجه من ضريح الإمام علي في النجف.
- 2008 -
  - مرشح الحزب الجمهوري لانتخابات الرئاسة الأمريكية جون ماكين يختار حاكمة ولاية ألاسكا سارة بالين لمنصب نائب الرئيس في حال فوزه بالانتخابات.
  - الحكومة اللبنانية ترقي العميد جان قهوجي إلى رتبة عماد وتعينه قائدًا للجيش اللبناني.
  - افتتاح مركز شانغهاي المالي العالمي.
- 2011 - اختيار وزير المالية الياباني يوشيهيكو نودا زعيمًا للحزب الديمقراطي الحاكم، ليصبح سادس رئيس وزراء للبلاد في غضون خمس سنوات خلفًا لناوتو كان.
- 2013 - قطر تطلق قمر سهيل سات من قاعدة كورو في مستعمرة غويانا الفرنسية على متن الصاروخ أريان 5.
- 2015 -
  - تلاشي العاصفة الاستوائية إريكا مخلفةً 30 قتيلاً وخسائر بالملايين، بعد أن ضربت منطقة الكاريبي والدومينيكا لأربعة أيام.
  - متظاهروا حملة طلعت ريحتكم يمهلون الحكومة اللبنانية 72 ساعة لتحقيق مطالبهم.
- 2016 - وقوع تفجير قرب معسكر للتجنيد تابع للجيش اليمني بمدينة عدن يسفر عن مقتل 71 شخصا وتبنى تنظيم الدولة الإسلامية التفجير.

## مواليد
- 1619 - جان بابتيست كولبير، اقتصادي فرنسي.
- 1632 - جون لوك، فيلسوف إنجليزي.
- 1780 - جان أوغست دومينيك آنغر، رسام فرنسي.
- 1790 - ليوبولد، دوق دوقية بادن الكبرى.
- 1862 - موريس ماترلينك، شاعر وأديب بلجيكي حاصل على جائزة نوبل في الأدب عام 1911.
- 1871 - ألبير فرانسوا لوبرون، رئيس فرنسي.
- 1876 - تشارلز كترنج، عالم ومخترع أمريكي.
- 1886 - ماركو سالا، لاعب كرة قدم إيطالي.
- 1904 - فرنر فورسمان، طبيب ألماني حاصل على جائزة نوبل في الطب عام 1956.
- 1915 - إنغريد برغمان، ممثلة سويدية.
- 1920 - شارلي باركر، موسيقي أمريكي.
- 1922 - عبد الله بن علي الخليلي، شاعر عُماني.
- 1925 - أحمد سعيد، مذيع مصري.
- 1933 - جيهان السادات، زوجة الرئيس المصري محمد أنور السادات.
- 1936 - جون ماكين، سياسي أمريكي.
- 1938 - إليوت غولد، ممثل أمريكي.
- 1939 - روزماري بركات، قاضية أمريكية من أصل سوري.
- 1946 - ديميتريس خريستوفياس، رئيس قبرصي.
- 1948 - هيثم حقي، مخرج وكاتب ومنتج سوري.
- 1949 - مصطفى متولي, ممثل مصري.
- 1954 - عواطف السلمان، ممثلة عراقية.
- 1957 - شيرو ساغيسو، ملحن ياباني.
- 1958 - مايكل جاكسون، مغني أمريكي.
- 1960 - زهير عبد الكريم، ممثل سوري.
- 1962 -
  - إين جيمز كورليت، ممثل أداء صوتي كندي.
  - براين جون بيسبي، مؤرخ كندي.
- 1971 -
  - هاني ناظر، ممثل سعودي.
  - كارلا جوجينو، ممثلة أمريكية.
- 1973 - عبدو حكيم، ممثل وممثل صوت لبناني.
- 1976 -
  - ستيفن كار، لاعب كرة قدم أيرلندي.
  - يون دال توماسون، لاعب كرة قدم دنماركي.
- 1977 -
  - باسل خياط، ممثل سوري.
  - مانويل بليري، لاعب كرة قدم إيطالي.
- 1978 -
  - إيفلين حسن، ممثلة سورية.
  - سيلستين بابايارو، لاعب كرة قدم نيجيري.
- 1982 - فينسنت إنياما، لاعب كرة قدم نيجيري.
- 1984 - كريم سلطاني، لاعب كرة قدم فرنسي من أصل جزائري.
- 1986 - ليا ميشيل، ممثلة أمريكية.
- 1991 - فرح الصراف، ممثلة كويتية.
- 1993 - ليام باين، مغني إنجليزي

## وفيات
- 828 - إدريس الأزهر، أمير المؤمنين بإمارة الأدارسة بالمغرب - فاس.
- 1526 - لويس الثاني، ملك مجري.
- 1904 - مراد الخامس، السلطان العثماني الرابع والثلاثون.
- 1914 - ألكسندر سامسونوف، قائد عسكري روسي.
- 1922 - جورج سيرويل، فيلسوف فرنسي.
- 1935 - الملكة أستريد، زوجة ليوبولد الثالث ملك بلجيكا.
- 1947 - مانوليتي، مصارع ثيران إسباني.
- 1966 - سيد قطب، قيادي بجماعة الإخوان المسلمون.
- 1975 -
  - إيمون دي فاليرا، رئيس أيرلندي.
  - صالح الشهرستاني، كاتب ودبلوماسي عراقي.
- 1982 - إنغريد برغمان، ممثلة سويدية.
- 1987 -
  - ناجي العلي، رسام كاريكاتير فلسطيني.
  - لي مارفين، ممثل أمريكي.
- 1991 - إبراهيم جلال، ممثل عراقي.
- 2001 - مخلص البحيري، ممثل مصري.
- 2003 - محمد باقر الحكيم، رئيس المجلس الأعلى للثورة الإسلامية في العراق.
- 2005 - أنطون مقدسي، مفكر وفيلسوف سوري.
- 2014 - أنطوان القوال، شاعر وباحث وعالم أدبي لبناني.
- 2016 - فردوس المأمون، صحفية وناشطة لبنانية.

## أعياد ومناسبات
- اليوم العالمي لمكافحة التجارب النووية.
- يوم الثورة الوطنية ضد النازيين في سلوفاكيا.
- أول أيام تحوت، وهو أول يوم في التقويم المصري.
- ذكرى قطع رأس القديس يوحنا المعمدان عند الكنيسة الأرثوذكسية الشرقية.

## وصلات خارجية
- وكالة الأنباء القطريَّة: حدث في مثل هذا اليوم.
- النيويورك تايمز: حدث في مثل هذا اليوم.
- BBC: حدث في مثل هذا اليوم.